# Mazaris
Mazaris – poeta bizantyński żyjący w XV wieku, autor Podróży Mazarisa do Hadesu.
Mazaris żył w I połowie XV wieku, pochodził z otoczenia cesarza Manuela II Paleologa. W latach 1416–1417 napisał niezbyt udaną satyrę w formie dialogu, zatytułowaną Podróż Mazarisa do Hadesu (Epidemía Mázari en Hádu). Utwór nawiązuje do dialogu Lukiana (ok. 125 - ok. 190) Menippos, czyli nekromancja i dwunastowiecznego anonimowego Timariona.
Dialog zaczyna się śmiercią autora na anginę w Konstantynopolu. Mazaris znajduje się w Hadesie. Napotyka tam na zmarłego sekretarza cesarskiego, retora i poetę, Manuela Holobola. Zmarły wypytuje go o nowiny z bizantyńskiego dworu i radzi jak najszybciej wrócić na ziemię, najlepiej wprost na Peloponez. Mazaris odwdzięcza mu się złośliwymi plotkami o bliższych i dalszych znajomych. W drugiej części Mazaris trafia na Peloponez i we śnie rozmawia z Holobolom o stosunkach panujących na dworze władców Morei. W trzeciej części Holobol otrzymuje dwa listy, jeden od Mazarisa, drugi od lekarza Nicefora Malakesa, który źle się czuje na świecie. Holobol radzi mu napić się wody z rzeki zapomnienia, Lete.
Dialog Mazarisa chociaż chybiony jako naśladownictwo świetnych Rozmów zmarłych czy Menipposa Lukiana, stanowi niezły pamflet na stosunki panujące w stolicy Cesarstwa i na Peloponezie w XV wieku. Mazaris piętnuje zwłaszcza poszczególne osoby i zawody: sędzia daje się w jego utworze łatwo przekupić, lekarz jest kilkakrotnym mordercą swoich pacjentów. Fantazja miesza się u niego z naturalizmem, podobnie jak motywy pogańskie przeplatają się z pojęciami chrześcijańskimi, a słowa klasyczne ze współczesnymi autorowi.